# Val Suran
Val Suran est, depuis le 1er janvier 2017, une commune nouvelle française située dans le département du Jura, dans la région culturelle et historique de Franche-Comté et la région administrative Bourgogne-Franche-Comté.

## Géographie

Limites communales.

### Localisation

#### Communes limitrophes
Les communes limitrophes sont Gigny, Andelot-Morval, Salavre, Courmangoux, Val-Revermont, Pouillat, Montfleur, Broissia, Montrevel, Monnetay, Nivigne et Suran, Val-d'Épy, Montlainsia, Lains et Montagna-le-Templier.

### Climat
Pour des articles plus généraux, voir Climat de la Bourgogne-Franche-Comté et Climat du département du Jura.
En 2010, le climat de la commune est de type climat de montagne, selon une étude du Centre national de la recherche scientifique s'appuyant sur une série de données couvrant la période 1971-2000. En 2020, Météo-France publie une typologie des climats de la France métropolitaine dans laquelle la commune est exposée à un climat semi-continental et est dans une zone de transition entre les régions climatiques « Bourgogne, vallée de la Saône » et « Jura ».
Pour la période 1971-2000, la température annuelle moyenne est de 10,4 °C, avec une amplitude thermique annuelle de 17,2 °C. Le cumul annuel moyen de précipitations est de 1 396 mm, avec 12,9 jours de précipitations en janvier et 8,7 jours en juillet. Pour la période 1991-2020, la température moyenne annuelle observée sur la station météorologique installée sur la commune est de 10,6 °C et le cumul annuel moyen de précipitations est de 1 349,8 mm. 
La température maximale relevée sur cette station est de 38,6 °C, atteinte le 24 août 2023 ; la température minimale est de −20,6 °C, atteinte le 30 décembre 2005,,.
| Mois                                  | jan.           | fév.           | mars           | avril         | mai           | juin          | jui.           | août           | sep.          | oct.            | nov.             | déc.           | année      |
| ------------------------------------- | -------------- | -------------- | -------------- | ------------- | ------------- | ------------- | -------------- | -------------- | ------------- | --------------- | ---------------- | -------------- | ---------- |
| Température minimale moyenne (°C)     | −1,3           | −1,4           | 1              | 3,7           | 7,6           | 11,1          | 12,5           | 12,2           | 8,9           | 6,4             | 2,1              | −0,6           | 5,2        |
| Température moyenne (°C)              | 2,4            | 3,2            | 6,6            | 9,9           | 13,7          | 17,5          | 19,1           | 18,8           | 15            | 11,4            | 6,2              | 3              | 10,6       |
| Température maximale moyenne (°C)     | 6              | 7,7            | 12,2           | 16            | 19,8          | 23,9          | 25,6           | 25,3           | 21,2          | 16,3            | 10,2             | 6,6            | 15,9       |
| Record de froid (°C) date du record   | −17,8 13.01.03 | −18,6 06.02.12 | −18,5 02.03.05 | −8,1 08.04.03 | −2,4 06.05.19 | 0,8 04.06.01  | 3,4 03.07.1996 | 2,3 30.08.1998 | −0,6 29.09.02 | −8,3 31.10.1997 | −11,7 23.11.1998 | −20,6 30.12.05 | −20,6 2005 |
| Record de chaleur (°C) date du record | 17 10.01.15    | 20,3 24.02.21  | 24,7 30.03.21  | 28 30.04.05   | 32,5 24.05.09 | 36,5 22.06.03 | 37,7 31.07.20  | 38,6 24.08.23  | 33,5 05.09.23 | 28,4 09.10.23   | 22,2 08.11.15    | 17,4 19.12.19  | 38,6 2023  |
| Précipitations (mm)                   | 114,5          | 96,6           | 107,7          | 104,5         | 127,1         | 91,7          | 97,6           | 108,7          | 93            | 131             | 146,2            | 131,2          | 1 349,8    |

| Diagramme climatique                                  |             |            |            |              |              |              |               |           |            |              |              |
| J                                                     | F           | M          | A          | M            | J            | J            | A             | S         | O          | N            | D            |
| 6−1,3114,5                                            | 7,7−1,496,6 | 12,21107,7 | 163,7104,5 | 19,87,6127,1 | 23,911,191,7 | 25,612,597,6 | 25,312,2108,7 | 21,28,993 | 16,36,4131 | 10,22,1146,2 | 6,6−0,6131,2 |
| Moyennes : • Temp. maxi et mini °C • Précipitation mm |             |            |            |              |              |              |               |           |            |              |              |

Les paramètres climatiques de la commune ont été estimés pour le milieu du siècle (2041-2070) selon différents scénarios d'émission de gaz à effet de serre à partir des nouvelles projections climatiques de référence DRIAS-2020. Ils sont consultables sur un site dédié publié par Météo-France en novembre 2022.

## Urbanisme

### Typologie
Au 1er janvier 2024, Val Suran est catégorisée commune rurale à habitat dispersé, selon la nouvelle grille communale de densité à sept niveaux définie par l'Insee en 2022.
Elle est située hors unité urbaine et hors attraction des villes,.

## Histoire
La commune est née du regroupement des communes de Saint-Julien, de Bourcia, de Louvenne et de Villechantria qui deviennent des communes déléguées, le 1er janvier 2017. Son chef-lieu se situe à Saint-Julien.

## Politique et administration
| Nom                  | Code Insee | Intercommunalité   | Superficie (km2) | Population (dernière pop. légale) | Densité (hab./km2) |
| -------------------- | ---------- | ------------------ | ---------------- | --------------------------------- | ------------------ |
| Saint-Julien (siège) | 39485      | CC Petite Montagne | 12,28            | 440 (2015)                        | 36                 |
| Bourcia              | 39069      | CC Petite Montagne | 11,13            | 117 (2015)                        | 11                 |
| Louvenne             | 39303      | CC Petite Montagne | 7,80             | 131 (2015)                        | 17                 |
| Villechantria        | 39564      | CC Petite Montagne | 6,28             | 119 (2015)                        | 19                 |

### Liste des maires

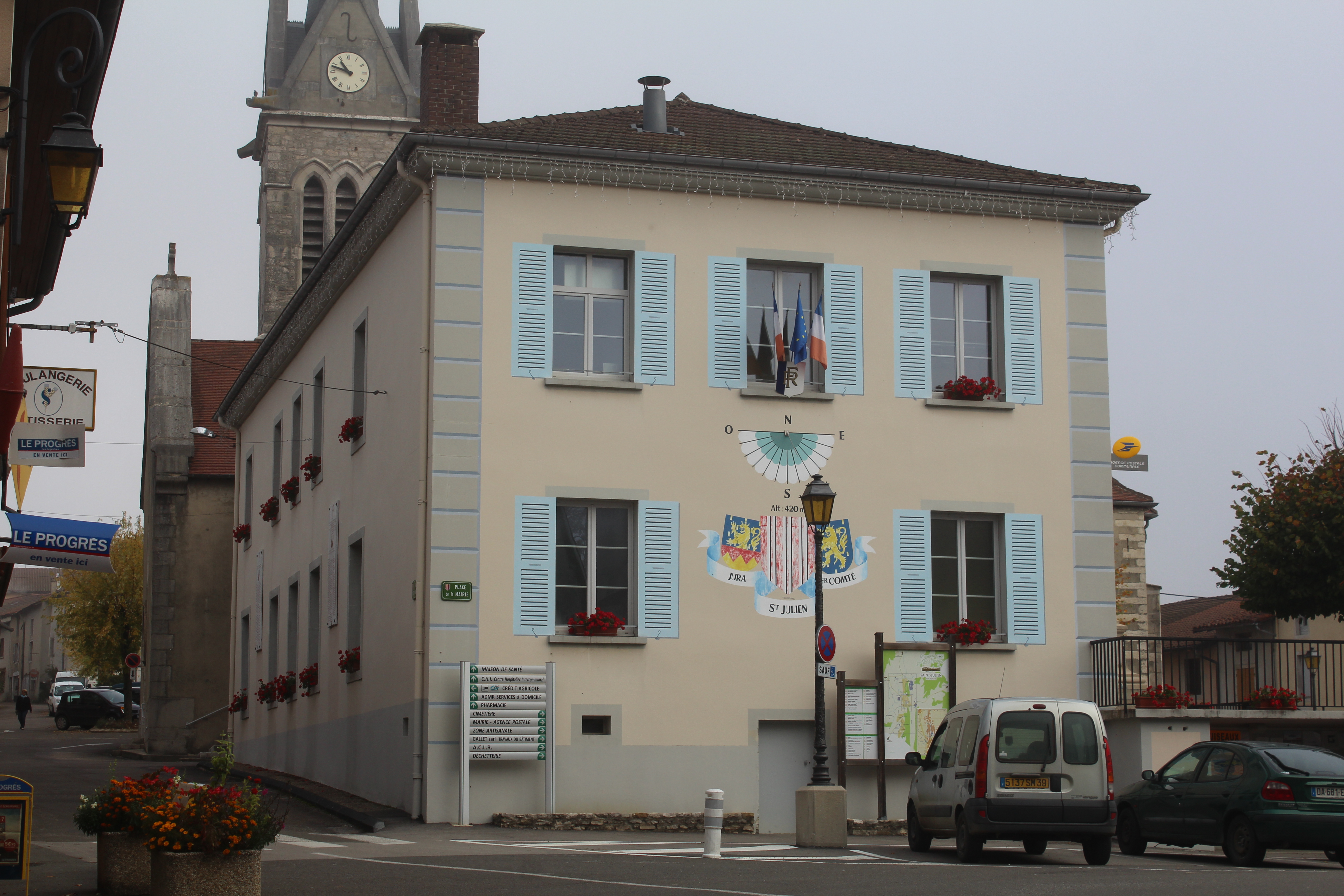
Mairie à Saint-Julien.

| Période | Période  | Identité       | Étiquette | Qualité |
| ------- | -------- | -------------- | --------- | ------- |
| 2020    | En cours | Frédéric Bride |           |         |

## Démographie
L'évolution du nombre d'habitants est connue à travers les recensements de la population effectués dans la commune depuis sa création.
En 2022, la commune comptait 782 habitants, en évolution de −1,88 % par rapport à 2016 (Jura : −0,81 %, France hors Mayotte : +2,11 %).
| 2015 | 2020 | 2022 |
| ---- | ---- | ---- |
| 807  | 787  | 782  |

## Culture locale et patrimoine

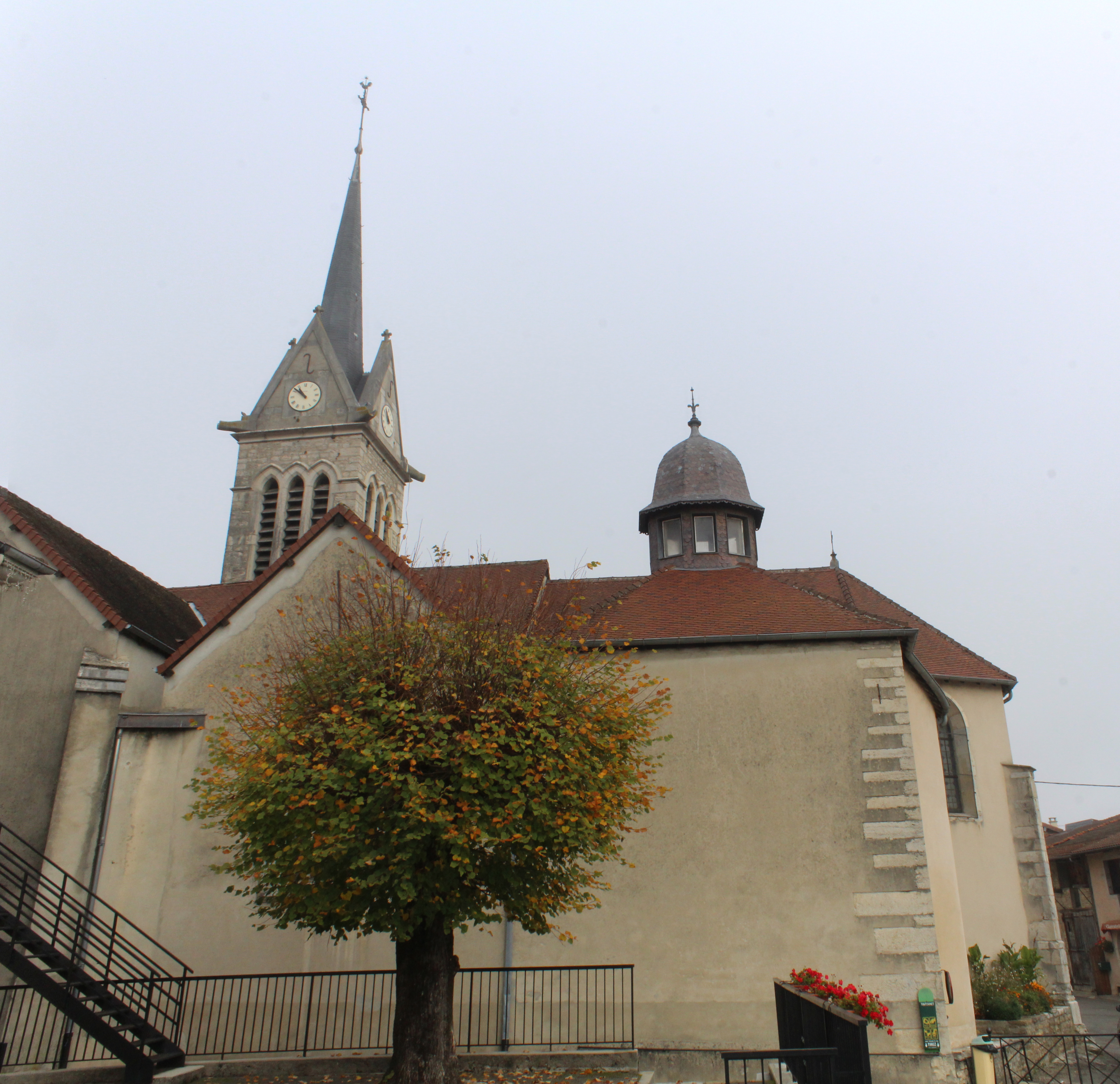
Église Saint-Jean-Baptiste.

- Église Saint-Jean-Baptiste de Saint-Julien, classée en totalité à l'exception du clocher depuis le 6 mars 1979[13] ;
- Croix de cimetière (XVIe siècle), au hameau de Civria dans Bourcia, inscrite au titre des monuments historiques depuis 1977[14] ;
- Fontaine-lavoir de Villechantria inscrite au titre des monuments historiques depuis le 8 janvier 1997[15].